# Scipione Gentili
Scipione Gentili, in lingua latina: Scipio Gentilis (San Ginesio, 1563 – Altdorf, 7 agosto 1616), è stato un giurista e letterato italiano naturalizzato tedesco.

## Biografia

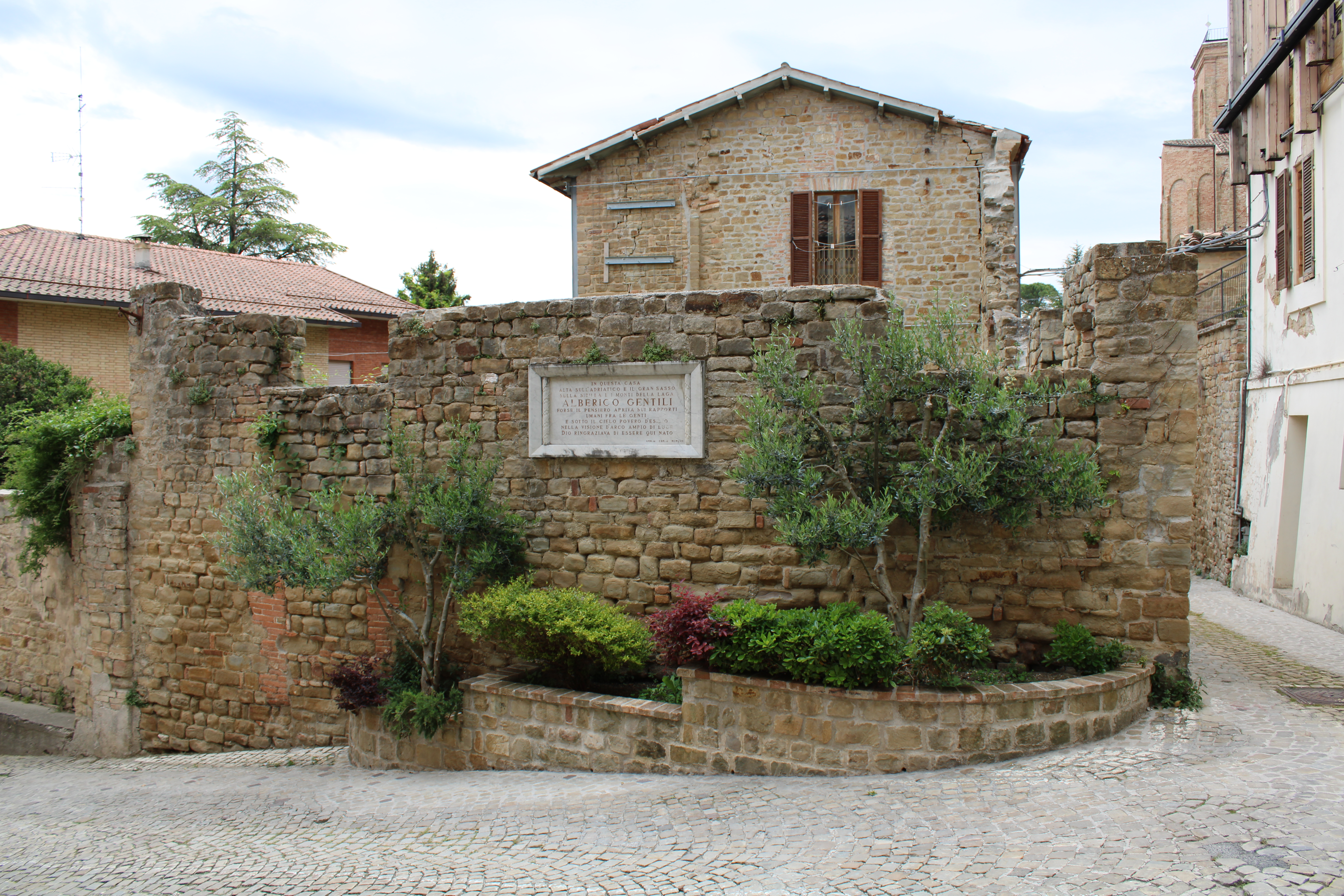
Casa dei Gentili

Scipione Gentili era il settimo degli otto figli di Matteo Gentili, medico ad Ascoli, e di Lucrezia Petrelli, entrambi di famiglia nobile. Fin dai primi anni ricevette l'insegnamento dal ginesino Guido Gualtieri, ma nel 1579 il padre Matteo, temendo di essere accusato di eresia, decise di emigrare nella Germania protestante, concordando con la moglie che, tranne il primogenito Alberico che avrebbe seguito il padre, il resto della famiglia sarebbe rimasto nel paese natale. Ma a Lubiana, dove si erano stabiliti, Matteo e Alberico furono raggiunti dal giovanissimo Scipione il quale era stato sottratto alla madre, da parte di alcuni amici del padre, con un sotterfugio. Matteo ottenne l'incarico di archiatra dei ducati di Carinzia e di Carniola e rimase pertanto a Lubiana, mentre i suoi due figli si recarono a Tubinga, una città universitaria. Qui i due fratelli si separarono: Scipione rimase a Tubinga, mentre Alberico emigrò in Inghilterra dove divenne un importante giurista.
All'università di Tubinga, dove si iscrisse il 21 giugno 1579, Scipione si interessò dapprima alle discipline umanistiche; iniziò a studiare giurisprudenza l'anno successivo a Wittenberg. Nel 1582 si trasferì all'Università di Leida, un centro calvinista, dove continuò gli studi filologici con Giusto Lipsio e quelli giuridici con Hugues Doneau. Iniziò in questo periodo a tradurre i Salmi in latino, un'attività che continuerà a svolgere per tutta la vita. Nel 1584 apparvero a Londra la prima traduzione dei Salmi e la traduzione in esametri latini dei due primi libri della Gerusalemme liberata di Torquato Tasso; quest'ultima opera ebbe successo e fu ristampata l'anno dopo a Venezia dal Salicato con una prefazione di Aldo Manuzio il Giovane.
Nel 1587 Scipione Gentili si trasferì ad Heidelberg, dopo che Doneau aveva perso la cattedra a Leida per motivi religiosi. Gentili cercò di ottenere la cattedra di Istituzioni del diritto ad Heidelberg; non riuscendoci, in una composizione poetica ne diede la colpa a Giulio Pace, professore di diritto ad Heidelberg. Costui, offeso, lo denunciò al senato accademico. Scipione Gentili lasciò Heidelberg per Basilea, dove il 16 aprile 1589 ottenne il dottorato. Nella primavera del 1590 giunse ad Altdorf dove ritrovò il suo maestro Doneau il quale insegnava diritto nella locale Accademia (Hochschulen). Grazie a Doneau, il 10 settembre 1590 Gentili ottenne la cattedra di Istituzioni ad Altdorf, succedendo a Hubert van Giffen (Hubertus Giphanius). Le lezioni di Gentili ebbero successo presso gli studenti di Altdorf, per cui i magistrati di Norimberga rifiutarono di prendere provvedimenti contro di lui quando le autorità accademiche di Heidelberg comunicarono all'Accademia di Altdorf l'espulsione di Scipione Gentile deciso il 29 agosto 1590 alla conclusione del processo intentatogli dal Pace.
Gentili completò i Commentarii de iure civili di Doneau, interrotti per la morte del maestro (4 maggio 1591), e successe alla cattedra di Codex tenuta dal Doneau. La fama di Gentili si diffuse e giunsero ad Altdorf allievi da tutte le parti della Germania, dalla Prussia, dalla Boemia e dai Paesi Bassi: gli studenti passarono dai 51 dell'anno accademico 1593-94 ai 149 del 1598-99.
Pubblicò nel 1593 il trattato sui testamenti. Questo comportò un aumento degli stipendi dei professori (quello del Gentili arrivò fino a 500 fiorini d'oro), e nel giugno 1599 l'incarico di "primarius" (rettore dell'accademia). I magistrati di Norimberga tralasciarono inoltre di prendere provvedimenti per le intemperanze lamentate dagli abitanti di Altdorf: il Gentili era infatti dedito al bere, girava di notte per la città insieme agli studenti e diventava talora violento: colpì per esempio con la spada un cittadino ferendolo all'occhio. L'attività scientifica del Gentili era comunque intensa e riguardava anche la filologia.
Nel 1598 pubblicò a Norimberga il Disputationum illustrium, sive De iure publico Populi Romani liber, successivamente le quattro Disputationum ad Africanum sulle fonti di Sesto Cecilio Africano (Norimberga 1602-1607), gli importanti studi sul delitto di lesa maestà e il De iurisdictione.
Gentili ebbe relazioni con illustri intellettuali boemi soprattutto attraverso il calvinista lucchese Cesare Calandrini esule dal 1567 a Norimberga, e di cui nel 1612 sposò la figlia Maddalena. Rifiutò l'offerta di cattedre fatte da numerose università europee, rimanendo ad Altdorf fino alla morte, avvenuta all'età di 53 anni.
La maggior parte delle opere di Scipione Gentili furono raccolte dall'editore Giovanni Gravier di Napoli in otto volumi pubblicati tra il 1763 e il 1769 (Scipionis Gentilis Opera omnia in plures tomos distributa, Neapoli: sumtibus Joannis Gravier et Nepotis, 1763-1769) disponibili in Google Libri:
- -  Voll. 1-2, su books.google.it.
  -  Voll. 3-4, su books.google.it.
  -  Voll. 5-6, su books.google.it.
  -  Voll. 7-8, su books.google.it.

## Opere

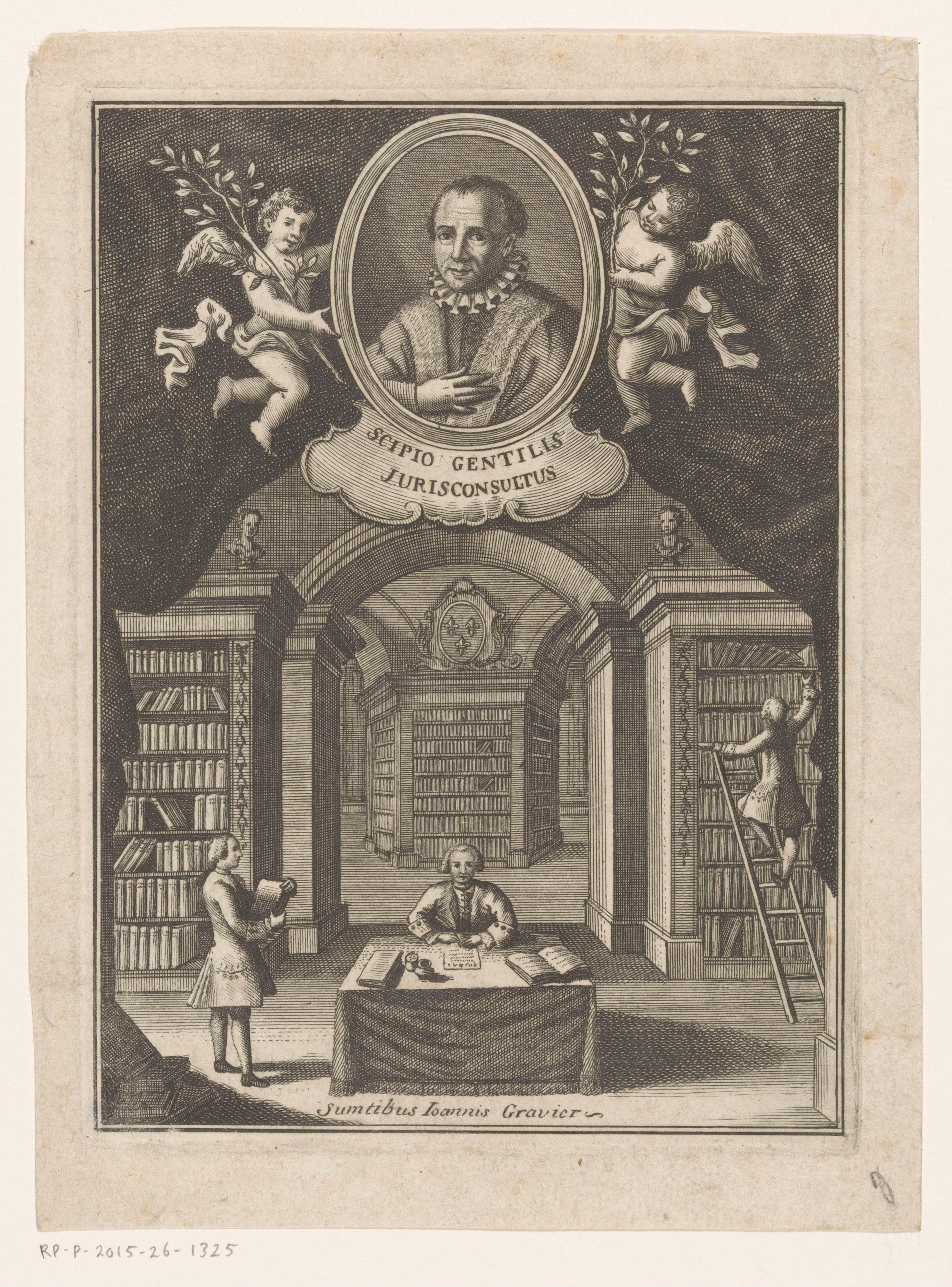
Frontespizio Scipione Gentili Opera Omnia, 1763-1769

- In XXV Dauidis Psalmos epicae paraphrases, Londra, 1584
- Solymeidos libri duo priores de Torquati Tassi Italicis expressi, Londra, 1584
- Tractatus de erroribus testamentorum a testatoribus ipsis commissis, Altdorf, 1593
- Disputationum illustrium, sive De iure publico Populi Romani libe, Norimberga, 1598
- De alimentis liber singularis, ad orationem diui Marci, Francoforte sul Meno, 1600
- Orationes Scip. Gentilis rectorales. I. Pro C. Caesare. II. De re militari romana et turcica. III. De lege regia. Addita & edicta, Norimberga, 1600
- De iurisdictione Libri III, Francoforte sul Meno, 1601
- De coniurationibus libri duo. Ad Christianiss. Henricum IV Francorum regem. Cum indice locupletissimo, Hanau , 1602
- De bonis maternis, et de secundis nuptiis, libri duo. Cum indice duplici, vno capitum, altero rerum & verborum, Hanau , 1606
- Annotationi di Scipio Gentili nella Gierusalemme di Torquato Tasso, 1623